# 헐리우드 엔딩
《헐리우드 엔딩》(영어: Hollywood Ending)은 2002년에 개봉한 미국의 코미디 영화이다.

## 줄거리
과거 명성이 높았던 영화 감독 발 왁스먼은 현재 TV 광고를 연출한다. 캐나다 북부의 얼어붙은 곳에서 촬영 중이던 최신작(데오도란트 광고)에서 해고당한 그는 절실하게 진정한 영화 프로젝트를 찾는다.
예상치 못하게 발은 뉴욕시를 배경으로 하는 대규모 블록버스터를 연출할 제안을 받는다. 하지만 그 제안은 그의 전 부인 엘리와 그녀의 남자친구 할로부터 온 것이다. 할은 수년 전 발에게서 엘리를 빼앗아간 스튜디오의 대표이다.
그의 에이전트 알 핵의 강요로 발은 마지못해 프로젝트에 동의하지만, 제작이 시작되기 직전 심신증적 질병으로 인해 시력을 잃는다. 알의 격려와 도움으로 발은 자신의 시력 상실을 출연진과 제작진(그리고 할)에게 비밀로 한다. 촬영 중 발은 엘리와의 관계를 다시 불태우고 소원했던 아들 토니와도 다시 가까워지며, 훨씬 어린 여자친구 로리는 그를 떠난다. 발이 그의 삶에서 부족했던 것을 되찾자 시력도 회복되고, 눈 먼 상태에서 연출한 영화가 재앙이라는 것을 깨닫는다.
당연히 그 영화는 실패하지만, 프랑스에서는 히트를 쳐서 그는 영화 연출 제안을 받는다. 엘리를 다시 얻은 후, 그는 기뻐하며 "프랑스 사람들이 존재한다는 것에 감사하다"고 외친다.

## 출연진
- 우디 앨런 - 밸 왁스먼 역
- 테이아 레이오니 - 엘리 역
- 조지 해밀턴 - 에드 역
- 트리트 윌리엄스 - 핼 예이거 역
- 데브라 메싱 - 로리 폭스 역
- 마크 라이델 - 앨 핵 역
- 바니 쳉 - 통역가 역
- 조디 마켈 - 앤드리아 포드 역
- 아이작 미즈라히 - 일리오 서배스천 역
- 메리언 셀더스 - 알렉산드라 역
- 티퍼니 시슨 - 샤론 베이츠 역
- 피터 게러티 - 정신과 의사 역
- 그레그 머톨라 - 조감독 역
- 프레드 멜러메드 - 파퍼스 역
- 에런 스탠퍼드 - 배우 역
- 에리카 리어슨 - 배우 역
- 마크 웨버 - 토니 왁스먼 역

## 우리말 녹음
KBS 성우진
- 배한성 - 밸(우디 앨런)
- 유남희 - 엘리(테이아 레이오니)
- 이정구 - 핼(트리트 윌리엄스)
- 김세한 - 에드(조지 해밀턴)
- 유해무 - 앨(마크 라이델)
- 정미숙 - 로리(데브라 메싱)
- 성병숙 - 앤드리아(조디 마켈)
- 윤세웅 - 토니(마크 웨버)
- 김옥경 - 알렉산드라(메리언 셀더스) / 영화 배우(에리카 리어슨)
- 원호섭 - 서배스천(아이작 미즈라히) / 정신과 의사(피터 게러티)
- 소연 - 샤론(티퍼니 시슨)
- 사성웅 - 영화 배우(에런 스탠퍼드)
- 홍진욱 - 오디션 리더(앤서니 아킨)
- 최창석 - 통역가(바니 쳉)